# Crisis de los rehenes en In Amenas
La crisis de los rehenes en In Amenas en Argelia, fue una crisis en la cual se llevó a cabo dos tomas de rehenes como represalia a la intervención francesa en Malí, en la planta procesadora de gas de In Amenas, operada conjuntamente por la británica BP, la noruega Statoil y la petrolera estatal argelina. Un grupo de islamistas procedentes de las redes salafistas y terrorista de Al Qaeda se apoderaron del complejo, donde había cientos de trabajadores de numerosos países.
COmo respuesta, las fuerzas militares argelinas asaltaron las dos zonas donde eran retenidos los rehenes, con mínimos esfuerzos aparentes de mediación, una el 16 de enero de 2013 y otra el 19 de enero de 2013.
El 16 de enero un número indeterminado de ciudadanos argelinos, junto a más de 40 extranjeros, fueron retenidos en las instalaciones de gas de la región de Tinguenturin, a 40 kilómetros de la ciudad de In Amenas, en la frontera con Libia. El cabecilla terrorista Mojtar Belmojtar se atribuyó la autoría del ataque el 16 de enero.

## 16 de enero
Un número indeterminado de ciudadanos argelinos, junto a más de 40 extranjeros, fueron retenidos en estas instalaciones gasísticas en la región de Tinguenturin, a 40 kilómetros de la ciudad de In Amenas, en la frontera con Libia.
El Ejército de Argelia liberó a cuatro de los rehenes extranjeros retenidos y a unos 600 trabajadores argelinos que se encontraban en la planta de gas, en donde al menos 34 secuestrados y 15 islamistas murieron en un bombardeo efectuado por el Ejército argelino.

## 19 de enero
El 19 de enero en un final sangriento, fuerzas especiales argelinas irrumpieron el sábado en un complejo de gas natural a la mitad del desierto del Sahara para terminar un impase con extremistas islámicos que dejó al menos 37 rehenes muertos y a todos los 32 milicianos involucrados, 29 de los cuales fueron abatidos por el Ejército en los asaltos y otros tres fueron capturados con vida, de acuerdo a la información suministrada por el gobierno argelino. En total había 790 trabajadores; de ellos, 132 eran extranjeros de un total de 26 nacionalidades.